# Lambda Andromedae
Lambda Andromedae (λ And / 16 Andromedae / HD 222107) es una estrella en la constelación de Andrómeda. Si bien no tiene nombre propio, a nivel astronómico es una estrella de gran interés por ser una de las variables RS Canum Venaticorum más brillantes. Se encuentra a 84,2 años luz del sistema solar.
Las variables RS Canum Venaticorum son un tipo de variables eruptivas compuestas por un estrella binaria cuyas componentes tienen intensa actividad cromosférica. Así, Lambda Andromedae es una binaria espectroscópica cuyo período orbital es de 20,52 días. La estrella visible es una gigante o subgigante amarilla de tipo espectral G8III-IV. Su luminosidad es unas 22 veces mayor que la del Sol, y su radio es 6,5 veces más grande que el radio solar.
La estrella acompañante no ha podido detectarse directamente, por lo que no se conoce la separación entre ambas. Sin embargo, debido a la fuerza de marea la rotación de cada una de las estrellas afecta a la de la otra. La rotación se acelera y ello aumenta la actividad magnética, provocando la aparición de enormes manchas en la superficie estelar que al entrar y salir del campo de visión hacen que el brillo varíe. El brillo de Lambda Andromedae varía entre magnitud +3,69 y +3,97 con su período de rotación de 54,2 días. A diferencia de otras variables RS Canum venaticorum, las dos estrellas no tienen aún rotación síncrona, es decir, no se muestran siempre la misma cara la una a la otra. Asimismo, existe cierta evidencia de un ciclo de actividad de larga duración —entre 5 y 14 años—, similar al ciclo de 11 años del Sol.
La intensa actividad magnética hace que Lambda Andromedae sea una radioestrella visible mediante radiotelescopios. Como tal se utiliza para correlacionar posiciones de coordenadas en longitudes de onda de radio de objetos celestes, con posiciones ópticas de estrellas obtenidas por satélites.
Lambda Andromedae parece estar ligada a un cuarteto de enanas rojas de baja masa, concretamente dos estrellas dobles. Siempre y cuando no se trate simplemente de estrellas en la misma línea de visión, el primer par, visualmente a 48 segundos de arco, estaría separado de la estrella principal al menos 1300 UA; la separación del segundo par, a 217 segundos de arco, sería igual o mayor de 5600 UA.